# Liste der Monuments historiques in Saint-Julien-de-l’Escap
Die Liste der Monuments historiques in Saint-Julien-de-l’Escap führt die Monuments historiques in der französischen Gemeinde Saint-Julien-de-l’Escap auf.

## Liste der Bauwerke
| Bezeichnung      | Beschreibung              | Standort | Kennzeichnung | Schutzstatus | Datum | Bild           |
| ---------------- | ------------------------- | -------- | ------------- | ------------ | ----- | -------------- |
| Kirche St-Julien | Erbaut im 12. Jahrhundert | (Lage)   | PA00105190    | Inscrit      | 1949  | weitere Bilder |